# Заіменко Наталія Василівна
Ната́лія Васи́лівна Заі́менко (13 червня 1954, Рогатин, УРСР) — українська біологиня, директорка Національного ботанічного саду імені Миколи Гришка НАН України. Доктор біологічних наук (2001). Заслужений діяч науки і техніки України (2011). Член-кореспондент Національної академії наук України. Членкиня Міжнародного комітету космічних досліджень (COSPAR).

## Життєпис
Народилася в Рогатині, що на Прикарпатті. 1980 року закінчила Українську сільськогосподарську академію. З 1982 року працювала в Національному ботанічному саду НАН України, спочатку обіймаючи посаду молодшого, а з 1989 року — старшого наукового співробітника. 1988 року захистила кандидатську дисертацію за спеціальністю «Фізіологія рослин». 1991 року Наталію Заіменко було нагороджено нагрудним знаком «Винахідник СРСР», срібною медаллю ВДНГ та премією «За участь у виставці прогресивних технологій». 1993 року призначена завідувачкою відділу тропічних та субтропічних рослин. З 1998 року — провідний науковий співробітник ботанічного саду.
2001 року здобула науковий ступінь доктора біологічних наук, захистивши у Дніпропетровському національному університеті дисертацію на тему «Наукові принципи структурно-функціонального конструювання штучних біогеоценозів (в системі: ґрунт — рослина — ґрунт)».
З 1 січня 2005 року — директорка Національному ботанічному саду імені Миколи Гришка.
24 червня 2011 року була удостоєна почесного звання «Заслужений діяч науки і техніки України».
З 6 березня 2015 року — член-кореспондент Національної академії наук України (відділення загальної біології, спеціальність: екологія рослинного світу), а з 2 грудня того ж року — заступниця голови комісія НАН України з питань організації діяльності наукових об'єктів, що становлять національне надбання.
Написала низку наукових праць в галузі агрохімії, ґрунтознавства, біофізики та фізіології рослин, екології рослинного світу. Вперше встановила мішаний тип фіксації вуглекислоти у рослин різного екоморфотипу, зокрема у тропічних орхідних. Розробила технологію вирощування рослин закритого ґрунту на волокнистих субстратах. Дослідила анізотропність алелохімікатів, біогенних елементів, мікроорганізмів у природних і штучних біогеоцинозах, встановила вплив кремнієвмісних природних мінералів на стійкість рослин до стрес-факторів. Результати науково-дослідних робіт Наталії Заіменко захищено 16 патентами на винахід.

## Відзнаки та нагороди
- «Заслужений діяч науки і техніки України» (24 червня 2011) — за значний особистий внесок у соціально-економічний, науково-технічний, культурно-освітній розвиток Української держави, вагомі трудові здобутки, багаторічну сумлінну працю та з нагоди 15-ї річниці Конституції України[2]
- Трудова відзнака «Знак пошани» Міністерства аграрної політики України (2008)
- Нагрудний знак «Винахідник СРСР» (1991)
- Срібна медаль ВДНГ (1991)